# Cantone di Avallon
Il Cantone di Avallon è una divisione amministrativa dell'arrondissement di Avallon.
A seguito della riforma complessiva dei cantoni del 2014 è passato da 16 a 27 comuni.

## Composizione
Prima della riforma del 2014 comprendeva i comuni di:
- Annay-la-Côte
- Annéot
- Avallon
- Domecy-sur-le-Vault
- Étaule
- Girolles
- Island
- Lucy-le-Bois
- Magny
- Menades
- Pontaubert
- Sauvigny-le-Bois
- Sermizelles
- Tharot
- Thory
- Vault-de-Lugny

Dal 2015 comprende i comuni di:
- Annay-la-Côte
- Annéot
- Athie
- Avallon
- Beauvilliers
- Bussières
- Chastellux-sur-Cure
- Cussy-les-Forges
- Domecy-sur-le-Vault
- Étaule
- Girolles
- Island
- Lucy-le-Bois
- Magny
- Menades
- Pontaubert
- Provency
- Quarré-les-Tombes
- Saint-Brancher
- Saint-Germain-des-Champs
- Saint-Léger-Vauban
- Sainte-Magnance
- Sauvigny-le-Bois
- Sermizelles
- Tharot
- Thory
- Vault-de-Lugny